# Camí de la Solana de Palles
El Camí de la Solana de Palles és una pista del terme municipal de Conca de Dalt, al Pallars Jussà, dins de l'antic terme d'Hortoneda de la Conca, en territori de l'antiga caseria dels Masos de la Coma.
Arrenca de la Pista de Boumort, a la part occidental de la carena de la Serra de Palles, i en 400 metres de recorregut mena a l'extrem de la serra, al lloc d'on arrenquen cap al nord-oest el Serrat de Penalta i cap al sud-oest, el Serrat dels Trossos dels Arrendadors. El camí recorre pel nord, i pel damunt, la Solana de Palles.